# Diglette
La Diglette est un ruisseau de Belgique, affluent de la Masblette et sous-affluent de la Lomme, faisant partie du bassin versant de la Meuse.
Prenant naissance dans la forêt de Saint-Michel, en province de Luxembourg, la Diglette coule au sud du village de Nassogne et bifurquant vers le sud (dans le bois de Nassogne) elle passe sous la Route Nationale 849 et se jette dans la Masblette à deux kilomètres au nord du domaine du Fourneau Saint-Michel dans la commune de Saint-Hubert. Le ruisseau a donné son nom au centre de vacances du collège Saint-Michel qui se trouve sur son bord : 'La Diglette'.

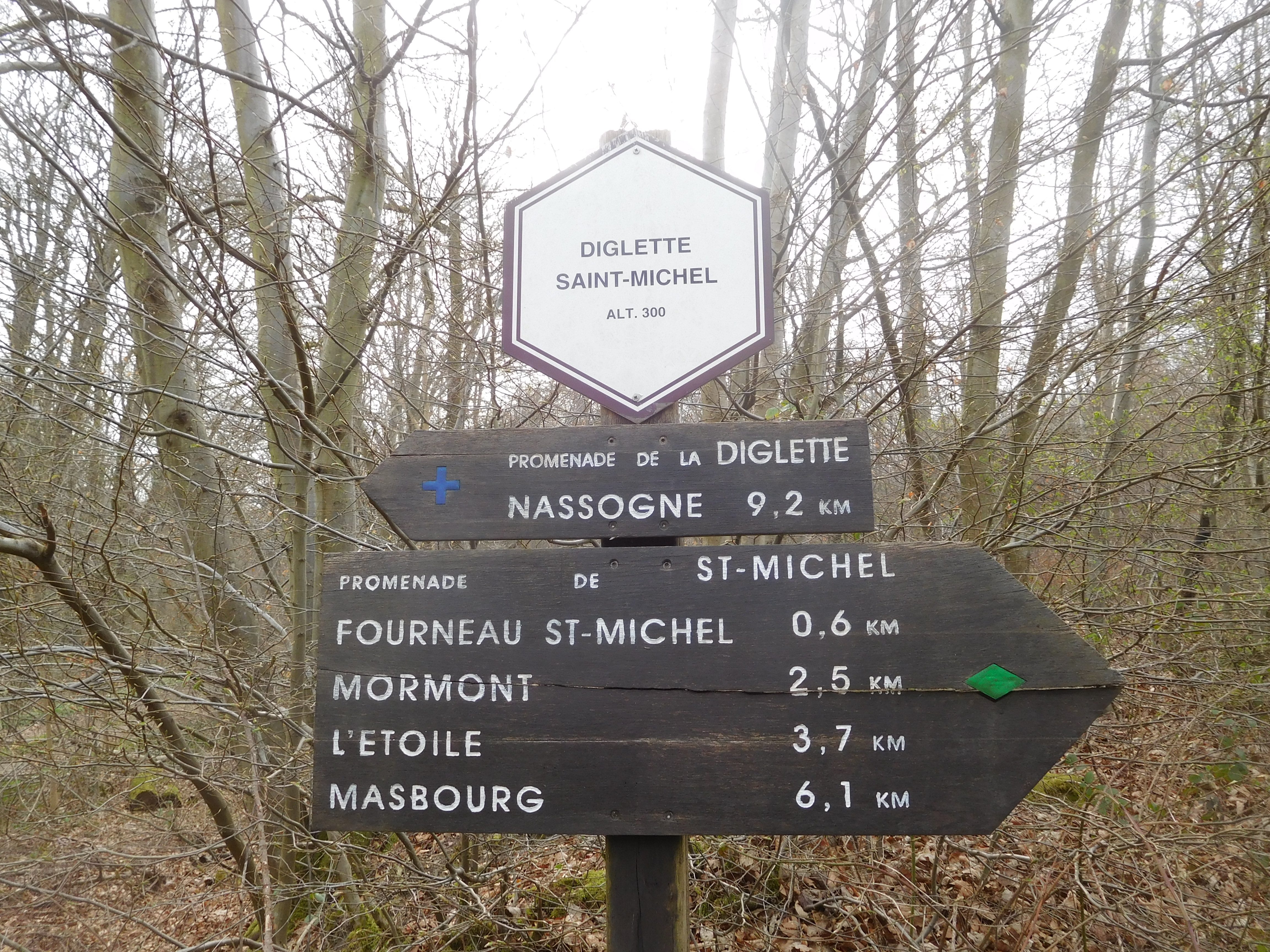
Des promenades autour de La Diglette